# Brometo de cromo(III)
Brometo de cromo(III) é um composto inorgânico de fórmula química CrBr3. É um sólido de coloração escura que aparenta verde quando emite luz e vermelho quando reflete. É utilizado como precursor em catálise para oligomerização do etileno.